# Claro TV+ (Brasil)
Claro TV+ é uma operadora de televisão por assinatura brasileiro pertencente a Claro, empresa mãe da Claro TV. Opera no país desde dezembro de 2008, quando começou com o nome de Via Embratel, sendo que em janeiro de 2012, mudou para o nome atual. Começou as operações transmitindo via satélite, porém, desde 2019 passou a transmitir via cabo digital e fibra óptica, quando absorveu o nome e os serviços da marca NET, que fazia parte do mesmo grupo – no caso a América Móvil. 
Desde outubro de 2014, somando todas as empresas de TV paga do grupo, a "Claro TV" detêm 51,47% de mercado, somando 9,8 milhões de assinantes.
No ano de 2020, foi a operadora de TV que mais perdeu clientes, apesar disso, ainda manteve a liderança no setor.

## História

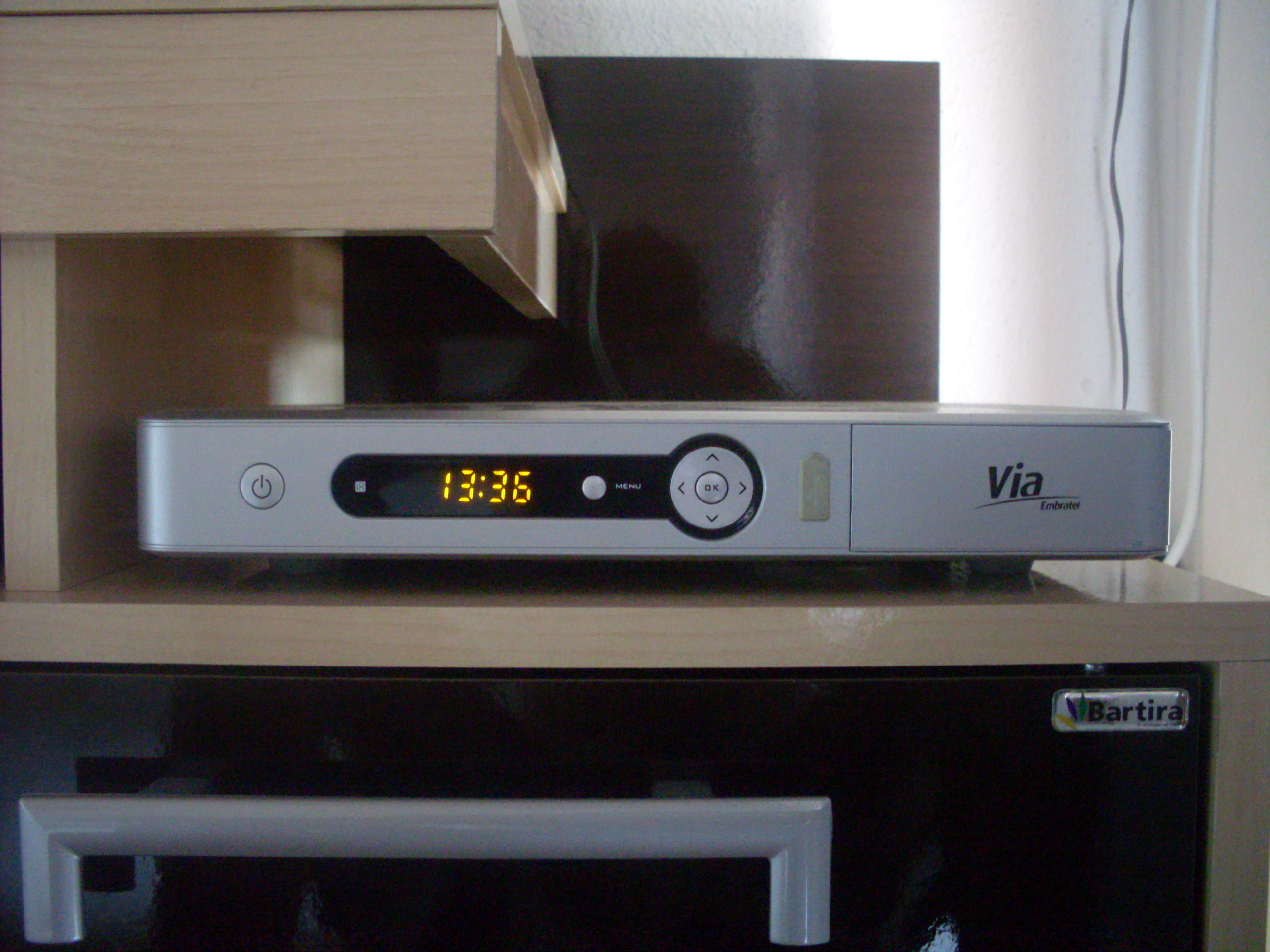
Receptor N8102H, primeiro receptor da Via Embratel: fabricado pela Coship, com saída de vídeo composto, saída RF (canal 3 ou 4), saídas de áudio analógico (estéreo) e digital (coaxial), conector USB e entradas para duas antenas parabólicas (Banda C analógica e Banda Ku digital), além de entrada para antena VHF/UHF.

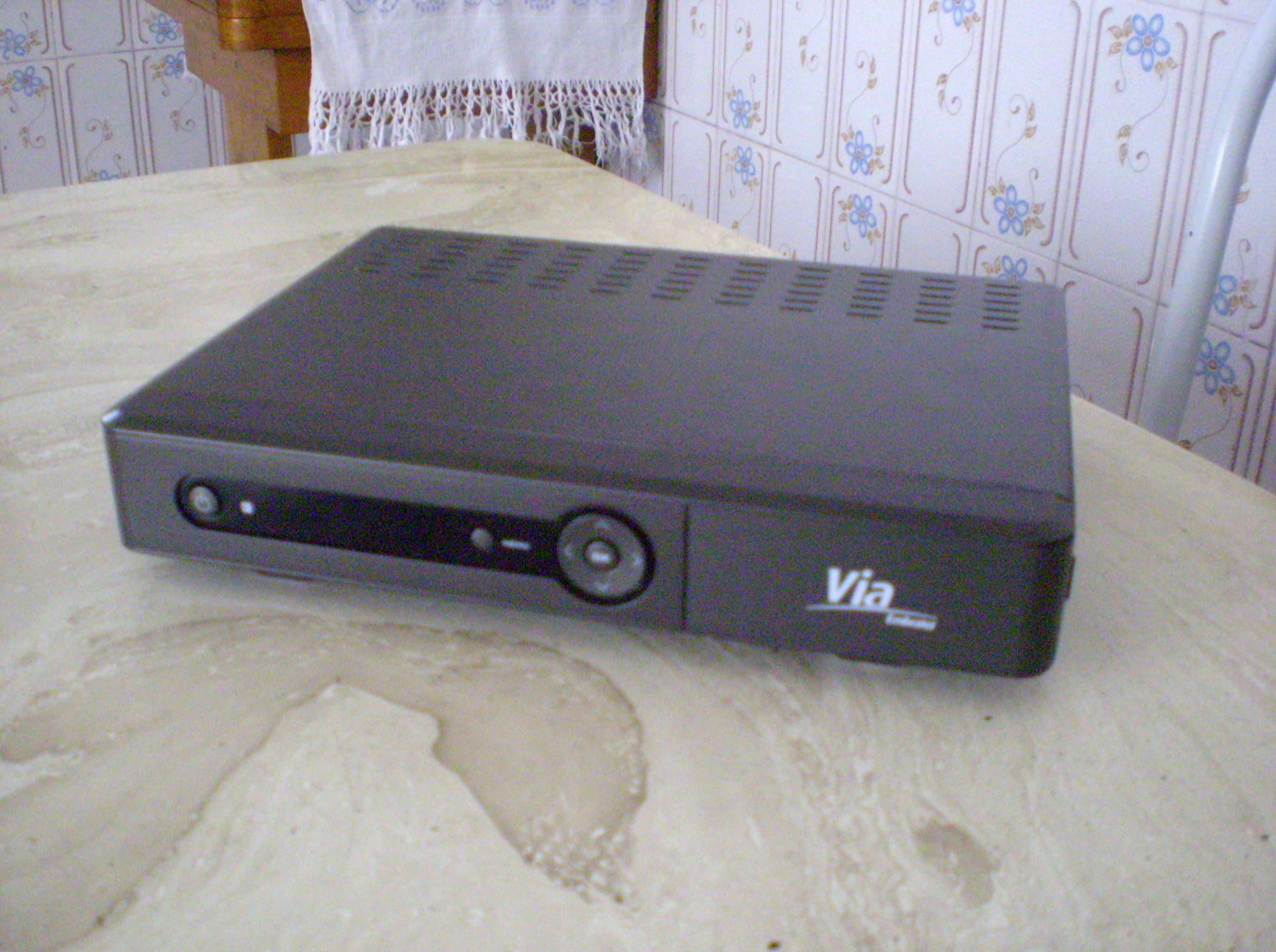
Receptor N5166, segundo modelo de receptor da Via Embratel: fabricado pela Coship, com as mesmas características do modelo N8102H, exceto pela ausência do conector USB e da entrada para antena parabólica Banda C.

Logotipo da empresa, antes de mudar de nome

### Via Embratel TV (2008-2015)
Em 16 de dezembro de 2008 a Embratel estreia o serviço de televisão por assinatura Via Embratel.
A Via Embratel era uma operadora de televisão por assinatura via satélite, cujo satélite era da própria Embratel, StarOne C2, de banda larga e telefonia via VOIP. Já o Via Embratel Fone e a Via Embratel Banda Larga eram levados até o cliente através da rede de cabos da Embratel. A Embratel também mantém participação acionária em outra operadora de TV paga via cabo, a NET; e, a fim de ampliar ainda mais seu mercado, se estendeu à TV por satélite. Em setembro de 2011 a empresa obteve aumento de 23% de assinantes, no segundo trimestre tinha 1.589 milhão de assinantes para 1.964 milhão sendo a operadora de TV que mais cresceu no terceiro trimestre de 2011.
Em 2 de junho de 2010 ela iniciou a venda de pacotes com transmissão em HD, inicialmente para os estados de São Paulo e Rio de Janeiro. Nove canais estrearam e foram adicionados aos pacotes Família HD, Família Telecine HD, Família HBO HD e Família Cinema HD.

#### Mudança de nome
A partir do dia 1 de março de 2012, a empresa passou a se denominar o nome Claro TV. No mesmo dia, estreou o canal Warner Channel em HD.
Em janeiro de 2015 para a unificação da marca, a Via Embratel foi incorporada pela Claro, assim deixando de existir antigos e distintos CNPJ, agora somente como companhia aberta Claro S.A, mas ainda mantendo a marca NET, em separado como Embratel. A Claro TV foi administrada e comercializada pela NET. A marca NET foi extinta em um processo gradual iniciado em 2020.

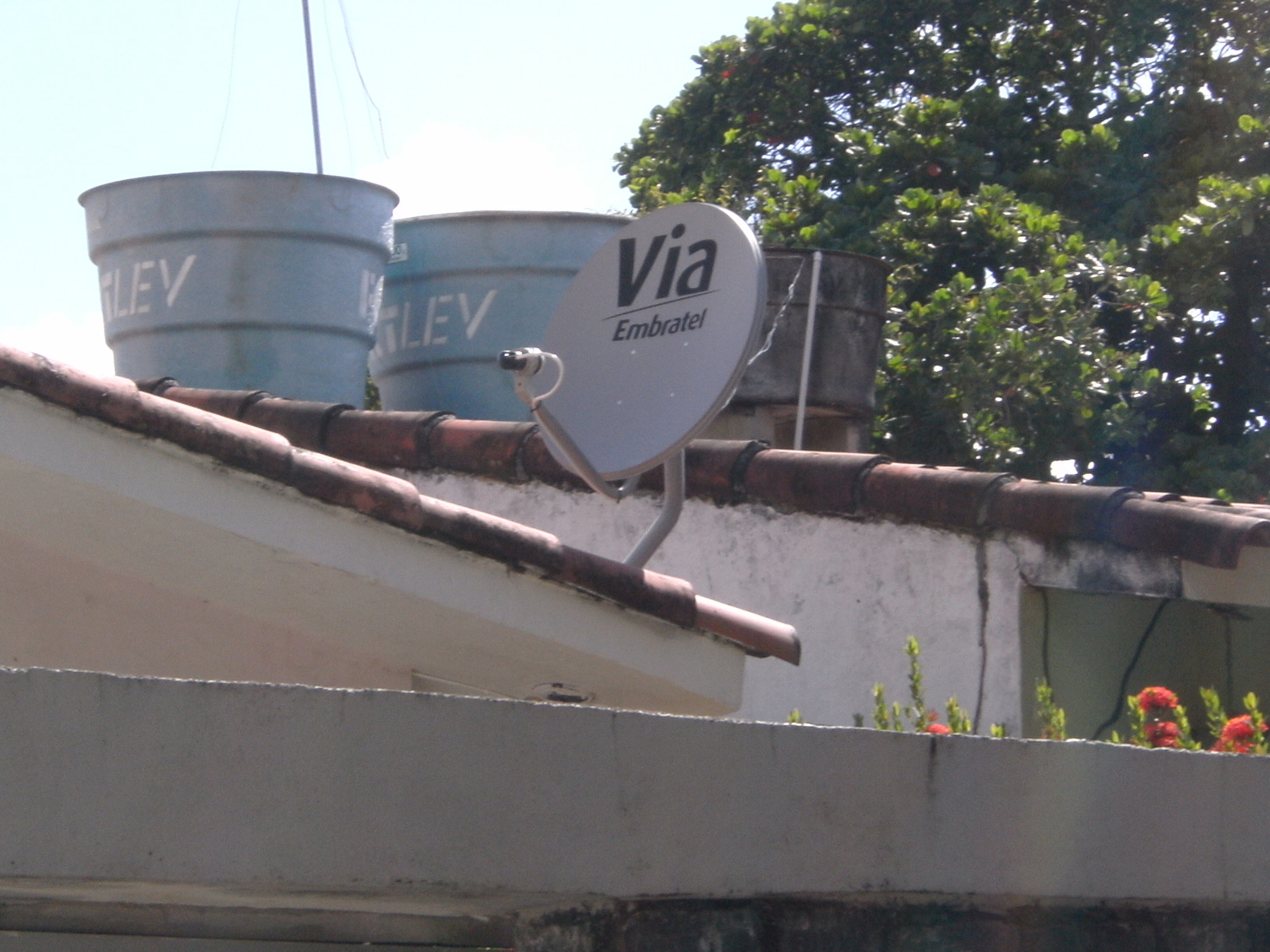
Mini-Antena Parabólica da Via Embratel numa casa em Jaboatão dos Guararapes.

A Via Embratel tinha atuação em todo o Brasil, pois atuava no setor de TV por assinatura via satélite. Já a 'Via Embratel Banda Larga e o Via Embratel Fone estavam disponíveis apenas em algumas cidades dos estados Mato Grosso, Pará, Piauí, Rio de Janeiro, Rio Grande do Norte, Maranhão e São Paulo.
Os canais oferecidos pela Via Embratel estavam disponíveis no satélite StarOne C2, utilizando a faixa de frequências da Banda Ku. A Via Embratel atuava em cidades diferentes da NET nos seguimentos de banda larga e telefonia.

### NET Brasil (1991-2014)

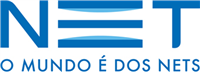
Logotipo da NET em 2010.

A NET Brasil foi formada em 1993 após a aquisição de 30% da operadora Multicanal pelo Grupo Globo e o Grupo RBS. A empresa tinha como estratégia a aquisição de pequenas redes de cabo localizadas em diferentes regiões do país, com o intuito de unificá-las em um único sistema integrado. Grande parte das operadoras de TV a cabo no Rio de Janeiro foram adquiridas pela NET.
A NET intensificou sua estratégia de aquisição de redes de cabo em diversas cidades brasileiras, o que lhe permitiu aumentar sua presença no mercado nacional e ampliar sua base de assinantes. Foram 22 redes de cabo adquiridas em cidades como São Paulo, Rio de Janeiro, Curitiba e Florianópolis, o que garantiu à empresa um grande avanço em relação a seus concorrentes naquele momento.

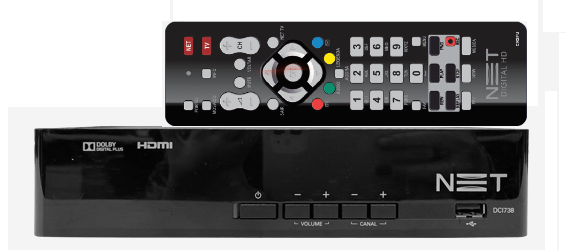
Foto do receptor da NET HDTV, da marca Technicolor DCI738.

Além disso, a NET também desempenhou um papel importante no crescimento da telefonia fixa, fornecendo serviços de qualidade para seus clientes. Com uma ampla gama de ofertas, a NET se tornou uma das marcas mais reconhecidas no mercado brasileiro de telecomunicações.
Durante muitos anos, a NET se destacou como líder do mercado de TV por assinatura e serviços de telecomunicações no Brasil. A empresa foi pioneira em trazer tecnologia de fibra óptica e cabo coaxial para o país, o que permitiu um acesso mais rápido e eficiente à internet.
Em 2004, a Telmex, empresa do grupo América Móvil, adquiriu a Embratel por US$ 400 milhões, e posteriormente a transformou na Claro. Neste mesmo ano, a América Móvil fechou um acordo para comprar a NET Serviços e Comunicações do Grupo Globo, em um negócio que girou entre US$ 250 milhões e US$ 370 milhões. Após a venda, o Grupo Globo continuou como sócio da empresa, mesmo vendendo a maior parte de suas ações.

### Fusão das empresas
Em 2011, a América Móvil anunciou a integração dos serviços das empresas NET, Claro e Embratel como uma parceria complementar de prestação de serviços com o lançamento do Combo Multi. Na época, a ideia era unir as especialidades e focos de cada uma das empresas em diferentes segmentos para oferecer aos clientes uma experiência mais completa. Com essa integração, os clientes poderiam ter acesso a serviços de internet, TV, telefone fixo e celular de maneira unificada, com benefícios como ligações ilimitadas, maior franquia de internet e aplicativos liberados no Combo Multi.
O Combo Multi ofereceu diversos benefícios para os usuários, como ligações ilimitadas, maior franquia de internet e acesso liberado a aplicativos. A iniciativa se mostrou bem-sucedida e se tornou um dos grandes destaques do mercado de telecomunicações no Brasil.
Em 2014, a fusão entre a NET, Claro e Embratel foi oficialmente consolidada após a aprovação da Anatel para o uso do mesmo CNPJ. Com a operação, a Claro se tornou uma companhia de capital aberto, com a razão social "Claro S.A.". Apesar disso, a marca da NET foi mantida, já que a operadora de TV por assinatura tinha grande presença e reputação no mercado nacional.
Em julho de 2019, a Claro comunicou o encerramento da marca NET como uma empresa independente. Com essa decisão, todos os serviços oferecidos pela NET passaram a fazer parte das ofertas da Claro, incluindo TV por assinatura, internet banda larga e telefonia fixa. A medida foi tomada com o objetivo de simplificar e unificar as ofertas da empresa, tornando-a mais eficiente e competitiva no mercado. Apesar do fim da marca, a Claro garantiu aos clientes que não haveria mudanças nos planos contratados e que a qualidade dos serviços continuaria a mesma.

## Informações técnicas
A transmissão do sinal da Claro TV+ é feita pelo sistema DTH (direct to home) por Banda Ku, cabo coaxial, fibra ótica e IPTV.
Em 11 de julho de 2019, a Claro decidiu encerrar o uso da marca NET e unificar todos os serviços de TV paga sob o nome Claro net tv. A mudança teve como objetivo diferenciar os serviços de TV via cabo/fibra dos serviços via satélite, que permaneceram com a marca Claro TV. Com essa alteração, a empresa também unificou a oferta de serviços de internet, telefonia fixa e móvel.

### Sistema via satélite
A transmissão do sinal da Claro TV é feita pelo sistema DTH (direct to home) por Banda Ku, e os canais são criptografados pelo sistema Nagravision 3. Sua recepção se dá através de uma mini-antena parabólica e de um receptor DVB-S2, e a autenticação dos assinantes é feita via cartão de acesso condicional. Seu satélite StarOne C2 possui 16 transponders, porém com o lançamento do StarOne C4 seu número de transponders aumentou para 48, totalizando 64 transponders. A Claro TV usa o sistema de compressão MPEG-2 para canais em definição padrão e H.264/MPEG-4 AVC para alta definição.
Em outubro de 2017, a Claro HDTV (DTH) lançou o acesso à plataforma NOW para os assinantes do pacote Top HD Max com equipamento Technicolor HD modelo DST810EBT em Campinas/SP e regiões vizinhas. Antes, apenas os clientes da NET tinham acesso à plataforma com o controle remoto.
Inicialmente, o novo menu de navegação foi disponibilizado apenas para as cidades de Campinas, Americana, Arthur Nogueira, Holambra, Itatiba, Jaguariúna, Engenheiro Coelho, Sumaré, Santa Barbara d'Oeste, Pedreira, Indaiatuba, Monte Mor, Paulínia, Nova Odessa, Santo Antônio de Posse, Valinhos, Vinhedo e Hortolândia. Em 12 de janeiro de 2018, a mudança foi estendida para todo o Brasil.
O receptor HD+ DST810EBT, fabricado pela Technicolor, é capaz de gravar até 400 horas de definição padrão (SD) ou até 180 horas de alta-definição (HD), dispondo de um espaço de armazenamento de 500 GB. Além disso, é possível agendar gravações de programas tanto pelo site quanto pelos aplicativos disponíveis na Google Play (Android) e App Store (iPhone e iPad), possibilitando que os assinantes possam gravar seus programas preferidos mesmo quando não estão em casa.
Para usuários de planos em SD, era possível ter a função de gravação através de um pendrive USB, pagando uma taxa mensal de R$ 4,90 por equipamento. Já os usuários do HD Light podiam ter a função de forma gratuita, sendo necessário apenas solicitar a ativação do Grava Fácil HD. Para estes, havia a possibilidade de gravar programas por meio de um HD externo, que deve ser adquirido separadamente.

#### Suspensão das assinaturas no sistema DTH
Em 1º de janeiro de 2020, a Claro anunciou o aumento da taxa de adesão ao serviço DTH. O valor da adesão, que antes era R$ 90, passou para R$ 350 a vista para os equipamentos em comodato. Ao mesmo tempo, a operadora estava vendendo o mesmo equipamento no valor de R$ 199 para o serviço pré-pago.
Desde 8 de janeiro de 2020, as vendas de assinaturas através do sistema via satélite foram suspensas nos sites e pela central de vendas da operadora. Os interessados nos pacotes de TV por assinatura em áreas não cobertas pelo sistema de cabos da Claro são apresentados aos serviços de IPTV (Claro TV+ Box e Claro TV+ App) ou são notificados que o serviço desejado não está disponível na área geográfica.

#### Claro TV Pré-pago
O Claro TV Pré-Pago é uma opção de TV por assinatura da Claro que permite aos clientes controlar seus gastos, pois funciona como um plano pré-pago de celular. O serviço opera através do sistema via satélite (DTH), o que permite uma boa qualidade de imagem e som, além de cobrir uma ampla área geográfica. O cliente pode escolher entre diferentes pacotes de canais, que são ativados mediante a recarga de créditos, e tem a opção de pagar apenas pelos dias em que utilizar o serviço.
O Claro TV Pré-Pago utiliza uma antena e um receptor digital para acessar os canais abertos e pagos. O equipamento é vendido separadamente ou em conjunto, e oferece tecnologia 100% digital, dispensando a necessidade de preocupação com o desligamento do sinal analógico.
Com a instalação, o cliente pode optar por assistir apenas os canais abertos ou recarregar para ter acesso aos canais pagos da Claro, funcionando como um plano pré-pago. Nessa modalidade, o cliente não precisa assumir fidelidade, por isso é uma alternativa para quem não quer comprometer-se com mensalidades e prefere ter controle total sobre o que assistir.
O serviço oferece os antigos pacotes da Claro TV e NET, incluindo os pacotes Inicial, Light, Mix e Top. Além disso, o serviço também oferece a possibilidade de adicionar canais à la carte, como Rede Telecine, Premiere, Combate, Playboy TV, SexyHot e Sextreme.A Claro TV Pré-Pago tem forte presença em áreas rurais ou regiões sem acesso aos cabeamentos por cabo e fibra e/ou regiões sem sinal de televisão aberta.

### Sistema via cabo e fibra
No sistema via cabo e fibra, é utilizando uma rede de cabos para enviar os sinais de TV, internet e telefone. O sinal é distribuído a partir da central headend da Claro até as residências do cliente. Todos os serviços são recebidos através de um único cabo. Para este serviço é necessário que passe o cabo do poste até o local da instalação.

#### Claro TV+ Fibra
Em 2014, a NET lançou um novo plano do Virtua com uma velocidade de 500 Mb/s para pessoas físicas nas cidades de São Paulo e Rio de Janeiro através da tecnologia da fibra óptica. Esse plano tinha uma velocidade maior do que a oferecida por outras operadoras, no entanto, havia um entrave: a franquia de dados limitada a 500 GB de tráfego. Após o consumo, a velocidade poderia ser reduzida para 10 Mb/s. Embora a franquia possa parecer grande, com uma velocidade tão alta, os clientes poderiam esgotá-la rapidamente. A NET já possuía franquias em seus planos com velocidades inferiores, embora muitos clientes relatassem que a operadora não praticava a redução de velocidade. Essa primeira experiência da operadora não oferecia serviços de televisão por assinatura, apenas pacotes de internet banda larga.
Em 2018, a Claro de início ao projeto de implantação de sua rede de fibra óptica residencial, conhecida como FTTH (Fiber to the Home), em algumas cidades do Brasil. O primeiro piloto foi realizado na cidade de Serra Negra, no interior de São Paulo, com o objetivo de testar a tecnologia e compreender suas diferenças em relação ao cabo HFC, que é utilizado pela operadora em mais de 9 milhões de acessos. Com o sucesso do projeto piloto, a Claro passou a expandir gradualmente sua cobertura FTTH para outras cidades brasileiras, oferecendo velocidades de até 500Mbps aos seus clientes residenciais.
As ofertas de banda larga por fibra ótica da Claro também passaram a incluir o serviço de TV por assinatura, utilizando a tecnologia IPTV para a distribuição de canais. Como já acontecia com os produtos em cabo coaxial, a operadora passou a oferecer soluções para melhorar o sinal WiFi dentro das casas, como as soluções Mesh. Esses produtos passaram a ser comercializados separadamente ajudando a ampliar a cobertura do sinal de internet por toda a residência.
Em 2021, a Claro começou a adotar a fibra óptica em novos municípios, oferecendo o serviço de TV por assinatura por IPTV sinalizando a intenção da operadora em expandir a oferta dessa tecnologia. A operadora passou a substituir o cabo coaxial pelo FTTH também em regiões da cidade de São Paulo. Com o objetivo de expandir a oferta de serviços de fibra óptica, a Claro iniciou um projeto piloto restrito na região da Avenida Paulista, em São Paulo. Diferentemente das cidades atendidas apenas com fibra óptica que comercializavam televisão por assinatura via IPTV, as regiões centrais da capital paulista com Claro Fibra não ofereciam esse serviço, que continuava sendo entregue por meio de cabo coaxial. A iniciativa visava avaliar a viabilidade e a receptividade da tecnologia da fibra ótica em regiões com infraestrutura já consolidada, a fim de melhorar a oferta de serviços aos clientes em uma possível transição de tecnologia.
O serviço de televisão por assinatura da Claro Fibra é comercializada através de IPTV, bem como pelo Claro TV+ Box e Claro TV+ App oferecendo a mesma experiência existente no serviço por cabo coaxial.

#### Claro TV+ HD
A Claro TV+ HD é uma modalidade de televisão por assinatura que engloba os antigos pacotes oferecidos pela Claro NET para as regiões cabeadas pela rede de cabos coaxiais e pela Claro TV da modalidade DTH via satélite. Apesar de o serviço DTH não estar disponível para novas assinaturas, os clientes antigos continuam a receber o serviço. No entanto, a operadora não oferece mais a opção de compra do Claro TV+ HD via cabo a partir do seu site, indicando que o serviço pode estar sendo gradualmente descontinuado em favor dos serviços Claro TV+ 4K, Claro TV+ Box e Claro TV+ App.

#### Claro TV+ 4K
O Claro TV+ 4K é o serviço de televisão por assinatura  via cabo oferecido pela Claro para clientes que possuem televisores compatíveis com a tecnologia 4K, que permite uma resolução quatro vezes maior do que a Full HD. O serviço oferece uma variedade de canais em alta definição, incluindo canais premium como HBO, Telecine e ESPN. Além disso, o serviço também oferece acesso a aplicativos de streaming como Netflix, YouTube e Globoplay diretamente pelo decodificador. Os canais, serviços e funcionalidades são os mesmos disponibilizados pelo Claro TV+ Box e Claro TV+ App, que tem acesso liberado aos assinantes do pacote 4K. O serviço está disponível apenas nas regiões cobertas pelos cabos coaxiais da operadora.

### Sistema de IPTV/OTT
No sistema de IPTV, a Claro leva seus canais de TV por assinatura para os usuários de internet banda larga em três modalidades: Claro TV+ Box e Claro TV+ Soundbox,  as duas TV boxes da operadora, e através do aplicativo da operadora que pode ser baixado em celulares, computadores e TV box. Ambos os serviços reproduzem o sistema via cabo e satélite, mas sem a necessidade de instalação técnica.

#### Claro TV+ Box
Em outubro de 2020, a Claro deu início à comercialização do serviço Claro TV+ Box a um número limitado de clientes restritos às cidades de São Paulo e Rio de Janeiro. Alguns parceiros selecionados tiveram acesso ao equipamento para fins de teste. A venda do serviço era feita exclusivamente online, oferecendo inicialmente três opções de planos: R$ 20, R$ 49,90 e R$ 119,90. O plano mais econômico incluía apenas o equipamento e o acesso ao Now e ao Claro Vídeo. Já o plano intermediário oferecia aos usuários mais de 50 canais, ampliando as opções de entretenimento disponíveis.
Uma das suas vantagens é o equipamento sem cabeamento algum, permitindo que o cliente leve para qualquer lugar. Anteriormente, o valor inicial do serviço completo era de R$49,90, mas com a entrada dos Canais Globo em dezembro, passou a ser cobrado o mesmo valor da televisão por assinatura comum, tendo como diferença a ausência de canais abertos, exceto Globo, Band, TV Brasil e os canais legislativos.
Com o tempo, a Claro planejou expandir a oferta do Claro TV+ Box para outras regiões do país, ampliando assim o acesso dos usuários a essa modalidade de serviço de entretenimento. Em 26 de outubro de 2020, a Claro ampliou a venda do Claro TV+ Box para suas lojas físicas. O serviço já estava disponível para contratação online exclusivamente para os usuários das cidades de São Paulo e Rio de Janeiro desde o início do mês. As primeiras lojas físicas da Claro a comercializar o serviço foram as lojas de shoppings em São Paulo, Campinas, Rio de Janeiro e Curitiba. A expansão para as lojas físicas possibilitou aos consumidores adquirirem o Claro TV+ Box de forma presencial, além da opção online.
Em 9 de novembro de 2020, a Claro realizou uma atualização no hotsite do produto Claro TV+ Box, e informou que algumas regiões de Belo Horizonte, Brasília, Campinas, Curitiba, Florianópolis, Porto Alegre e Santos, estavam aptas para contratar o serviço. Em 4 de janeiro de 2021, o serviço Claro Box TV expandiu sua disponibilidade para as cidades de Belém, Campo Grande, Cuiabá, Goiânia, Guarujá, João Pessoa, Maceió, Manaus, Novo Hamburgo, Palmas, Paulínia, Porto Velho, Recife, São Bernardo do Campo, São Gonçalo, São José e Vitória.
Segundo informações da operadora, o serviço poderia ser utilizado em qualquer conexão banda larga, porém, até então, as vendas estavam sendo focadas aos usuários da internet banda larga da Claro. Em 15 de setembro de 2021, o Claro TV+ Box passou a disponibilizar o SBT, RedeTV! e RecordTV para os assinantes.
Em 2022, o serviço Claro TV+ Box está disponível em todo o Brasil,permitindo que mais usuários tenham acesso a essa opção de televisão por assinatura sem serem clientes da internet banda larga da Claro e sem a necessidade de o cliente residir em área cabeada pela operadora.Além disso, a Claro adicionou a integração com a assistente virtual Alexa na Claro TV+ Box. Serviços de streamings como Pluto TV, Paramount+, Globoplay, HBO Max, Disney+, Star+, Prime Video e outros passam a fazer parte do serviço também.

#### Claro TV+ App
Em 2022, a Claro realizou uma atualização em seu serviço de streaming, substituindo o antigo Now pelo Claro TV+ App. Anteriormente, o serviço Now funcionava como um complemento aos pacotes de televisão por assinatura da NET e, posteriormente, da Claro TV.
A ideia surgiu a partir da experiência bem-sucedida da operadora com o Claro TV+ em Porto Rico, onde todo o serviço de televisão por assinatura era disponibilizado através de um aplicativo compatível com smart TVs, computadores, tablets, smartphones, TVs box e outros dispositivos. Com base nessa experiência positiva, a Claro decidiu testar o serviço no Brasil com sua base de assinantes. O objetivo é oferecer aos clientes mais opções de acesso aos conteúdos de televisão por assinatura de forma conveniente e flexível, sem a necessidade de equipamentos físicos como decodificadores.
Inicialmente, não estavam previstos custos adicionais para os assinantes de TV paga da operadora. O aplicativo estava disponível para dispositivos Android, iPhone (iOS) e smart TVs LG, com a promessa de chegar em breve às smart TVs da Samsung. Além disso, o aplicativo também era compatível com o Google Chromecast, oferecendo mais opções de acesso aos conteúdos.
Em agosto de 2022, o aplicativo Claro TV+ App foi disponibilizado para as TVs Android, com as TVs de marcas como TCL, Semp, Philips, Philco, Sony e Panasonic.Além das opções de acesso pela TV, o serviço também é compatível com o Google Chromecast, assim como outros dispositivos de streaming que rodam o sistema Android, como Mi TV Stick e Mi Box S, da Xiaomi, e Izy Play, da Intelbras. Em outubro de 2022, o serviço passa a ser disponibilizado para smart TVs da Samsung fabricadas a partir de 2018.Em janeiro de 2023, o aplicativo foi lançado para o Amazon Fire Stick.
O Claro TV+ App possibilita cadastrar até cinco dispositivos para acesso ao serviço, com a reprodução simultânea em até duas telas. Isso permite que os assinantes assistam aos seus programas e canais favoritos em diferentes dispositivos, de acordo com sua conveniência. O serviço também oferece o recurso Replay TV, que permite aos usuários assistir a programas dos canais exibidos nos últimos sete dias. Esse recurso também está disponível no Claro TV+ Box, Claro TV+ Soundbox, Claro TV+ HD e Claro TV+ 4K.
O serviço do Claro TV+ App é uma oferta gratuita para os clientes Claro Residencial (telefone fixo), Claro TV e plano móvel pós-pago.É comercializado em todo o Brasil.

#### Claro TV+ Soundbox
Em fevereiro de 2023, a Claro lançou o Claro TV+ Soundbox em seu portfólio de produtos. O dispositivo apresenta um alto-falante integrado da Bang & Olufsen com suporte a Dolby Atmos, o que o torna uma versão aprimorada da Claro TV+ Box convencional. Além disso, o produto oferece acesso a mais de 100 canais via IPTV, permitindo que o cliente faça a instalação por conta própria. A operadora também inclui acesso ilimitado ao serviço de streaming de música Claro Música.
O Claro TV+ Soundbox oferece a possibilidade de contratar serviços de streaming, já que possui aplicativos como Netflix, Globoplay, HBO Max, Discovery+, Amazon Prime Video, Disney+ e Star+. Além disso, é possível usar a assistente Amazon Alexa para controlar o aparelho. No entanto, alguns aplicativos populares ainda não estão disponíveis no Soundbox, como YouTube, Spotify, Apple TV+ e Twitch.
A Claro TV+ Soundbox é a opção mais cara em relação aos demais produtos da operadora, mesmo sendo IPTV. Além disso, a taxa de adesão é de R$ 599,00 parcelados em 10 vezes na fatura. No entanto, essa taxa é isenta para clientes existentes da operadora ou para aqueles que contratam mais de um serviço.
A Claro também permite que clientes do Claro TV+ Soundbox contratem dois equipamentos adicionais, mas cada ponto extra tem uma mensalidade de R$ 69,90, mais cara do que no Claro TV+ Box. Vale ressaltar que, com até duas transmissões simultâneas através do aplicativo Claro TV+, o cliente pode aproveitar a programação em smart TVs compatíveis sem custo extra, tornando a contratação de pontos adicionais desnecessária em alguns casos.

### Relação dos serviços da Claro TV+
Em abril de 2023, a Claro TV+ já disponibilizava os seguintes produtos:
| Produto            | Características |
| ------------------ | --- |
| Claro TV+ App      | - Exige conexão à internet - Acesso ao app Claro TV+, com mais de 100 canais |
| Claro TV+ Box      | - Produto com instalação pelo próprio cliente - Inclui TV Box em comodato com controle remoto por voz - Exige conexão à internet - Grade com mais de 100 canais e acesso ao app Claro TV+                                                                       |
| Claro TV+ 4K       | - Produto com instalação por técnicos da Claro - Inclui decodificador 4K em comodato - Não depende de conexão à internet (TV a cabo convencional) - Disponível apenas em áreas cabeadas pela operadora - Grade com mais de 100 canais e acesso ao app Claro TV+ |
| Claro TV+ Soundbox | - Produto com instalação pelo próprio cliente - Inclui TV Box em comodato com controle remoto por voz - Alto-falantes Bang & Olufsen - Exige conexão à internet - Grade com mais de 100 canais e acesso ao app Claro TV+ - Inclui Claro Música ilimitado        |